# بیماتوپروست
بیماتوپروست (که در ایالات متحده، کانادا و اروپا توسط Allergan، تحت نام تجاری Lumigan و Latisse عرضه شده‌است) یک آنالوگ پروستاگلاندین است که به صورت موضعی (به عنوان قطره چشم) برای کنترل پیشرفت گلوکوم و در کنترل بالا رفتن فشار داخل چشم عمل می‌کند.این دارو فشار داخل چشم (IOP) را با افزایش خروج زلالیه از چشم کاهش می‌دهد. متاسفانه این دارو هم‌چنین برای ریزش مژه و ابرو نیز استفاده می‌شود که بلند شدن مژه و ابرو از اثرات جانبی استفاده این دارو است.شکل دارویی با کاربرد آرایشی بیماتوپروست با نام Latisse فروخته ‎/ləˈtiːs/‎ می‌شود.

## موارد مصرف

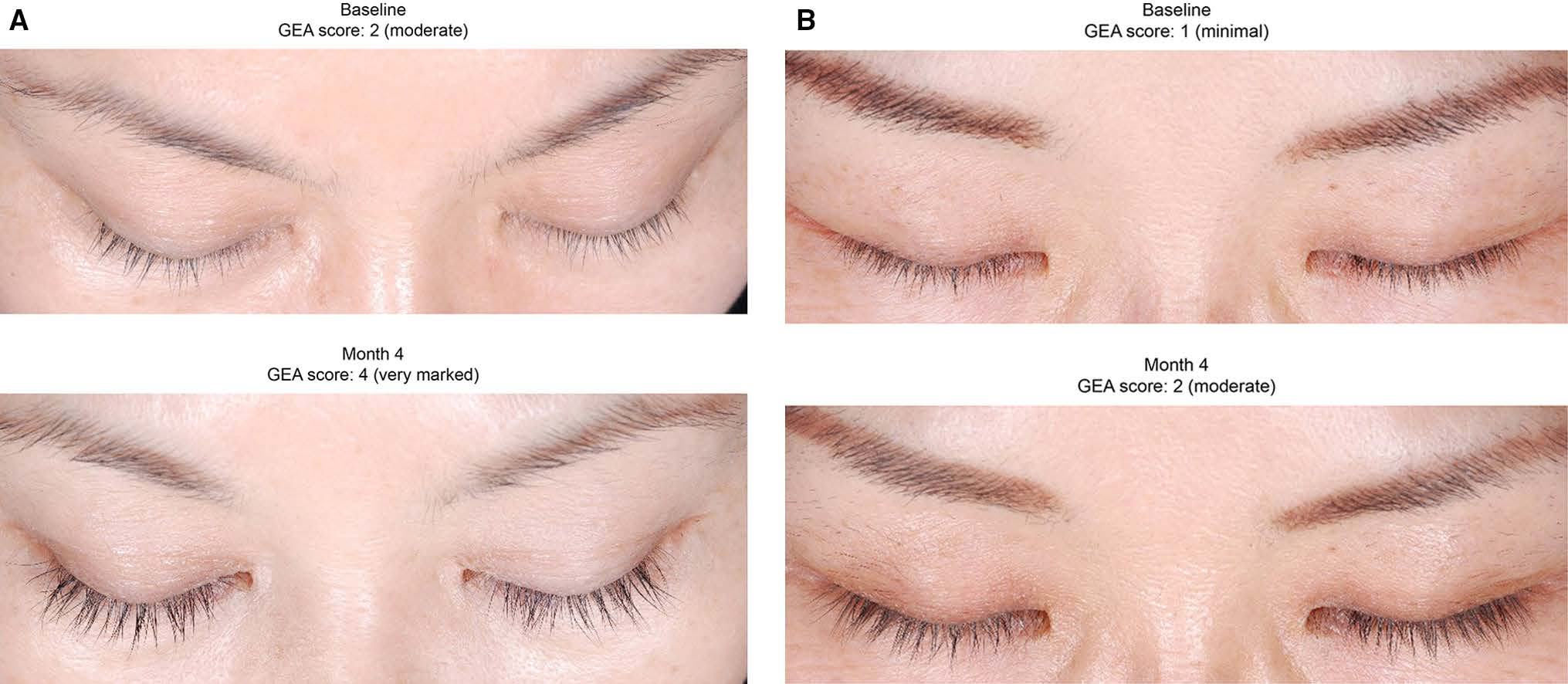
رشد مژه با استفاده از بیماتوپروست: دو فرد موردمطالعه‌قرارگرفته‌ی (A و B) که به‌ترتیب به درمان بیماتوپروست با چبهبودهای دو و یک درجه ای در ارزیابی جهانی مژه (GEA) در ماهچهارم4 (پاییین) در مقایسه با خطوط پایه (بالییا) خود پاسخ دادند.

### دارویی
بیماتوپروست برای درمان گلوکوم زاویه باز یا  کنترل بالا رفتن فشار داخل چشم در بزرگسالان، به تنهایی یا در ترکیب با بتا بلوکرها استفاده می‌شود (معمولاً همراه با تیمولول).
مطالعات نشان داده‌اند که بیماتوپروست در کاهش فشار داخل چشم (IOP) از تیمولول مؤثرتر است و حداقل هم‌اندازه با لانتانوپروست و تراوپروست (دیگر آنالوگ‌های پروستاگلاندین) در کاهش فشار داخل چشم مؤثر است.

### آرایشی
در بیمارانی که از پروستاگلاندین‌های چشمی مانند تراوپروست و لاتانوپروست استفاده می‌کنند افزایش قطر، تراکم و طول مژه‌ها دیده شد. مطالعه‌ای که در ماه مه سال ۲۰۱۰ منتشر شد، دریافت که استفاده از ژل سوسپانسیون بیماتوپروست بر روی مژه‌های پلک بالا طول مژه را افزایش می‌دهد.  Allergan مطالعات بالینی‌ای را به منظور بررسی استفاده از بیماتوپروست به عنوان یک داروی زیبایی آغاز کرد. در سال ۲۰۰۸، کمیته مشورتی داروهای پوستی و چشمی سازمان غذا و داروی آمریکا بیماتوپروست را برای استفاده جهت تیره شدن و افزایش طول مژه‌ها مورد تأیید قرار داد. اصطلاح پزشکی برای این درمان ریزش مو است؛ با این حال، تأیید FDA صرفاً به منظور مصارف آرایشی است.

## اثرات جانبی
عوارض جانبی این دارو مشابه دیگر آنالوگ‌های پروستاگلاندین برای چشم است. شایع‌ترین این عوارض التهاب ملتحمه است که در بیش از ۱۰٪ بیماران دیده می‌شود. عوارض دیگر عبارتند از تاری دید، قرمزی چشم و پلک، سوزش چشم، کبودی دور چشم یا ناراحتی‌های دیگر و تیره شدن دائمی عنبیه به قهوه‌ای. عوارض کم‌تر شایع این دارو (در کمتر از ۱٪ بیماران) سردرد و تهوع است.
برخی از عوارض جانبی مختص فرمولاسیون آرایشی است که به جای ریختن داخل چشم بر روی پوست در پایه مژه مصرف می‌شود. این موارد عبارتند از: عفونت چشم در صورتی که از اپلیکاتورهای یک بار مصرف مجدداً استفاده شود و تیره شدن پلک یا ناحیه زیر چشم. تحقیقات نشان می‌دهد در صورتی که پس از مصرف قطره بیماتوپروست، مایع اضافی با پد جاذب پاک شود در مقایسه با حالتی که چشم از مایع اضافی پاک نشود، طول مژه‌ها کوتاه‌تر و احتمال تیره شدن آن‌ها کم‌تر است.

## تداخلات
مطالعاتی بر روی تداخلات این دارو انجام نشده‌است. تداخلات این دارو با داروهای سیستمیک (به عنوان مثال داروهای خوراکی) بعید به نظر می‌رسد، زیرا غلظت بیماتوپروست در خون به مقدار قابل توجهی نمی‌رسد. بیماتوپروست با قطره چشمی تیمولول تداخل ندارد.

## فارماکولوژی

### مکانیسم عمل
بیماتوپروست یک آنالوگ ساختاری پروستاگلاندین اف۲اِی است. این دارو همانند دیگر آنالوگ‌های PGF 2α همچون تراوپروست، لاتانوپروست و تفلوپروست، مقدار خروج زلالیه از چشم را افزایش می‌دهد و فشار داخل چشم را کم می‌کند. با این حال بر خلاف این داروها، بیماتوپروست بر گیرنده پروستاگلاندین F و هیچ گیرنده پروستاگلاندین شناخته شده دیگری اثر نمی‌گذارد. تصور می‌شود که بیماتوپروست مشابه پروستامیدهای بدن انسان (که از لحاظ شیمیایی نیز مشابه آن‌ها است) عمل می‌کند. پروستامیدها دسته‌ای از مواد مربوط به پروستاگلاندین‌ها هستند که مکانیسم عملشان ناشناخته است. هیچ گیرنده پروستامیدی تا سال ۲۰۱۵ شناسایی نشده‌است و مطالعات در این زمینه همچنان در حال انجام است.

### فارماکوکینتیک
بیماتوپروست به خوبی از قرنیه جذب می‌شود. ۴ ساعت پس از مصرف دارو فشار داخل چشم کاهش پیدا می‌کند و این اثر حداقل ۲۴ ساعت طول می‌کشد. درصد کمی از دارو وارد جریان خون می‌شود. در پلاسمای خون، پس از ۱۰ دقیقه غلظت این دارو به حداکثر می‌رسد و پس از ۱٫۵ ساعت مقدار از حد قابل تشخیص (۲۵ پیکوگرم بر میلی‌لیتر) کم‌تر می‌شود. این ماده در بدن تجمع نمی‌یابد.
اتصال این دارو به پروتئین پلاسما ۸۸٪ است. بیماتوپروست از طریق اکسیداسیون، ان-دی‌اتیلیشن و گلوکورونیده شدن متابولیزه می‌شود و متابولیت‌های مختلفی را ایجاد می‌کند. نیمه عمر بیولوژیکی این دارو به مدت ۴۵دقیقه پس از تزریق داخل وریدی اندازه‌گیری شده‌است. ۶۷٪ از طریق کلیه و ۲۵٪ از طریق مدفوع دفع می‌شود.

## تولید در ایران
قطره چشمی ۰.۰۳٪ بیماتوپروست در ایران توسط شرکت نو آوری زیستی گویا (اینوکلون) و با نام اکسیلیا به منظور استفاده جهت تیره شدن و افزایش طول مژه‌ها تولید و به بازار عرضه شده‌است ولی متاسفانه با عوارض زیادی همراه است.